# Бюрклайн, Фридрих

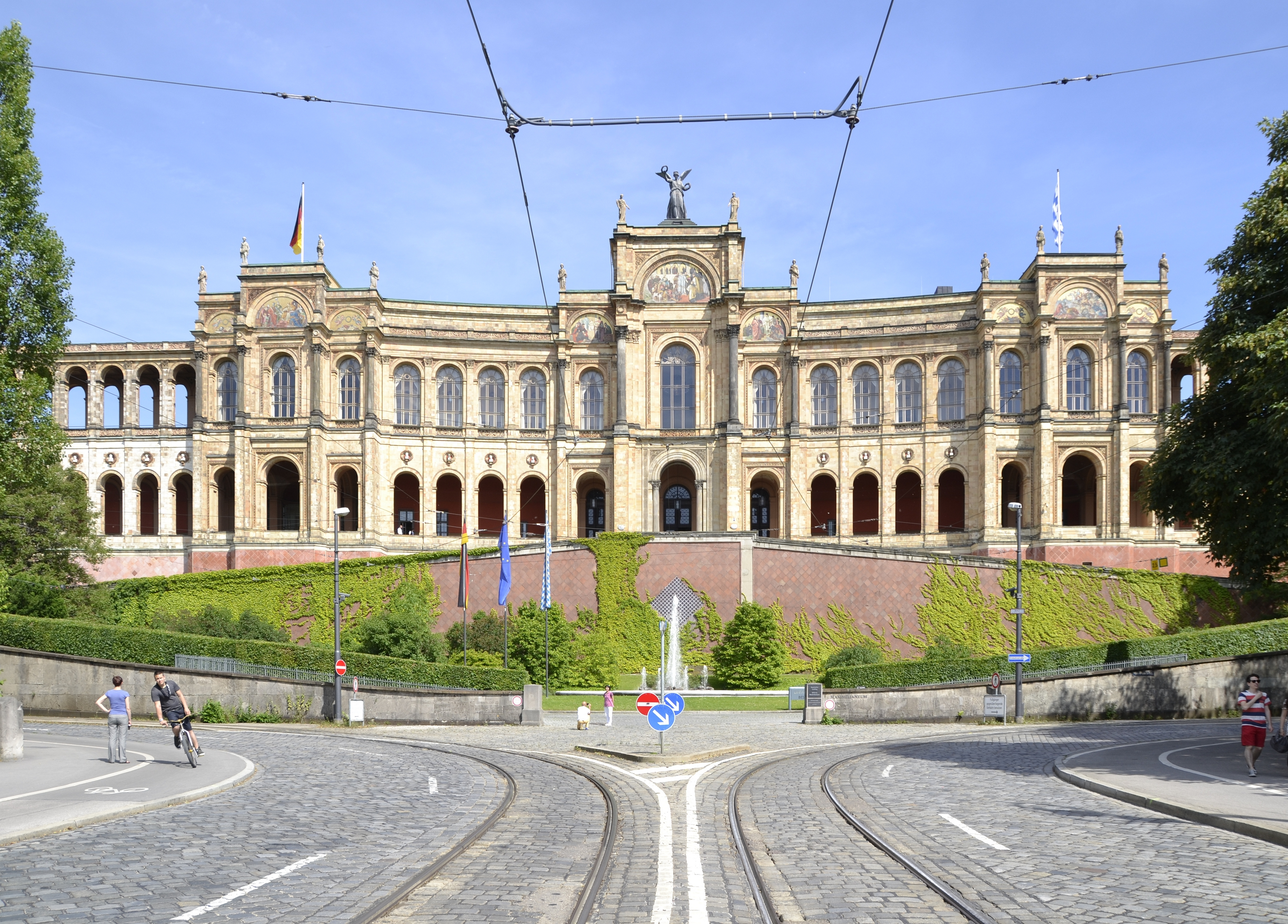
Максимилианеум

Георг Фридрих Кристиан Бюрклайн (нем. Georg Friedrich Christian Bürklein; 30 марта 1813, Бурк, Средняя Франкония — 4 декабря 1872, Вернэкк) — немецкий архитектор.

## Биография
Родился в семье архитектора. С 1828 года учился в Мюнхене у Фридриха фон Гертнера.
Первой важной его работой стала ратуша  в Фюрте, построенная в 1840-1850 годах, выполненная в стиле флорентийского Палаццо Веккьо с 55-метровой башней, ставшая символом города. Известен созданием проекта смелой стальной конструкции Главного вокзала Мюнхена (1847-1849). Также спроектировал железнодорожные станции Аугсбурга, Бамберга, Ансбаха, Ной-Ульма, Хофа, Нёрдлинген, Розенхайма, Вюрцбурга, Нюрнберга и Бад-Киссингена.

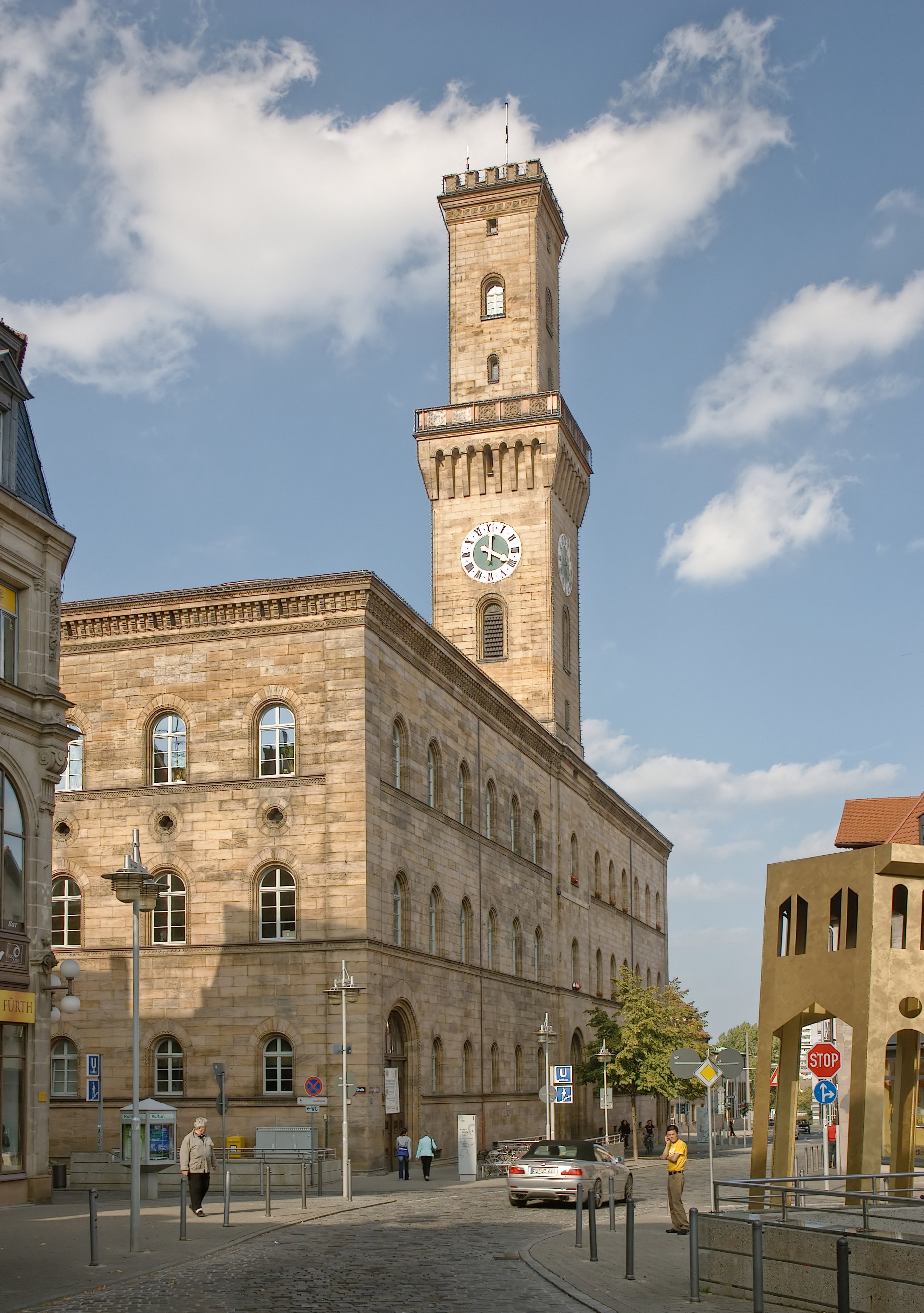
Ратуша в Фюрте

Король Максимилиан II Баварский увидел в нём человека, воплотившего в жизнь его излюбленную идею, «новый мюнхенский стиль», который на самом деле представлял собой не что иное, как неоготическую архитектуру. 
С 1851 года был придворным архитектором, архитектором заложившим одну из главных улиц Мюнхена – королевскую Максимилианштрассе со всеми её государственными зданиями, включая Максимилианеум. Его проекты созданные под влиянием стиля перпендикулярной готики, вызывали сильные споры. 
Умер душевнобольным в лечебнице Вернэкка. Похоронен на Старом южном кладбище Мюнхена.

## Работы
- 1840–1844: Ратуша в Фюрте (вместе с братом Эдуардом Бюрклейном ).
- 1844–1847 железнодорожная станция Брайтенгюсбах.
- 1845: железнодорожный вокзал Бад-Штаффельштайн.
- 1846: железнодорожный вокзал Эбенсфельд (казнен Эдуардом Рюбером )
- 1846: Замок Фабер , Нюрнберг
- 1847: железнодорожный вокзал Мюнхен-Пазинг.
- 1847–1849 Главный вокзал Мюнхена.
- 1848: Старый вокзал в Хофе.
- 1848: Редизайн парадных залов замка Вейхерн.
- 1851–1853: Максимилианштрассе в Мюнхене.
- 1853–1856: Фасад женского родильного дома на Зонненштрассе в Мюнхене (совместно с Арнольдом Зенетти ).
- 1854: железнодорожный вокзал Штарнберга .
- 1856–1858: Химическая лаборатория Эрлангенского университета (проект фасада).
- 1856–1859: Евангелическая приходская церковь Св. Матфея в Пассау.
- 1856–1864: Здание правительства Верхней Баварии в Мюнхене.
- 1857–1874: Максимилианеум
- 1859: железнодорожный вокзал Ансбаха
- 1859–1863: Главный монетный двор Мюнхена.
- 1863–1869: главный вокзал Вюрцбурга.
- 1869–1871: Главный вокзал Аугсбурга (реконструкция в стиле романтического позднего классицизма).
- 1871: железнодорожный вокзал Бад-Киссингена.
- 1872–1876: Старый Остбанхоф в Мюнхене.
- Вокзалы в Бамберге , Нёрдлингене , Розенхайме

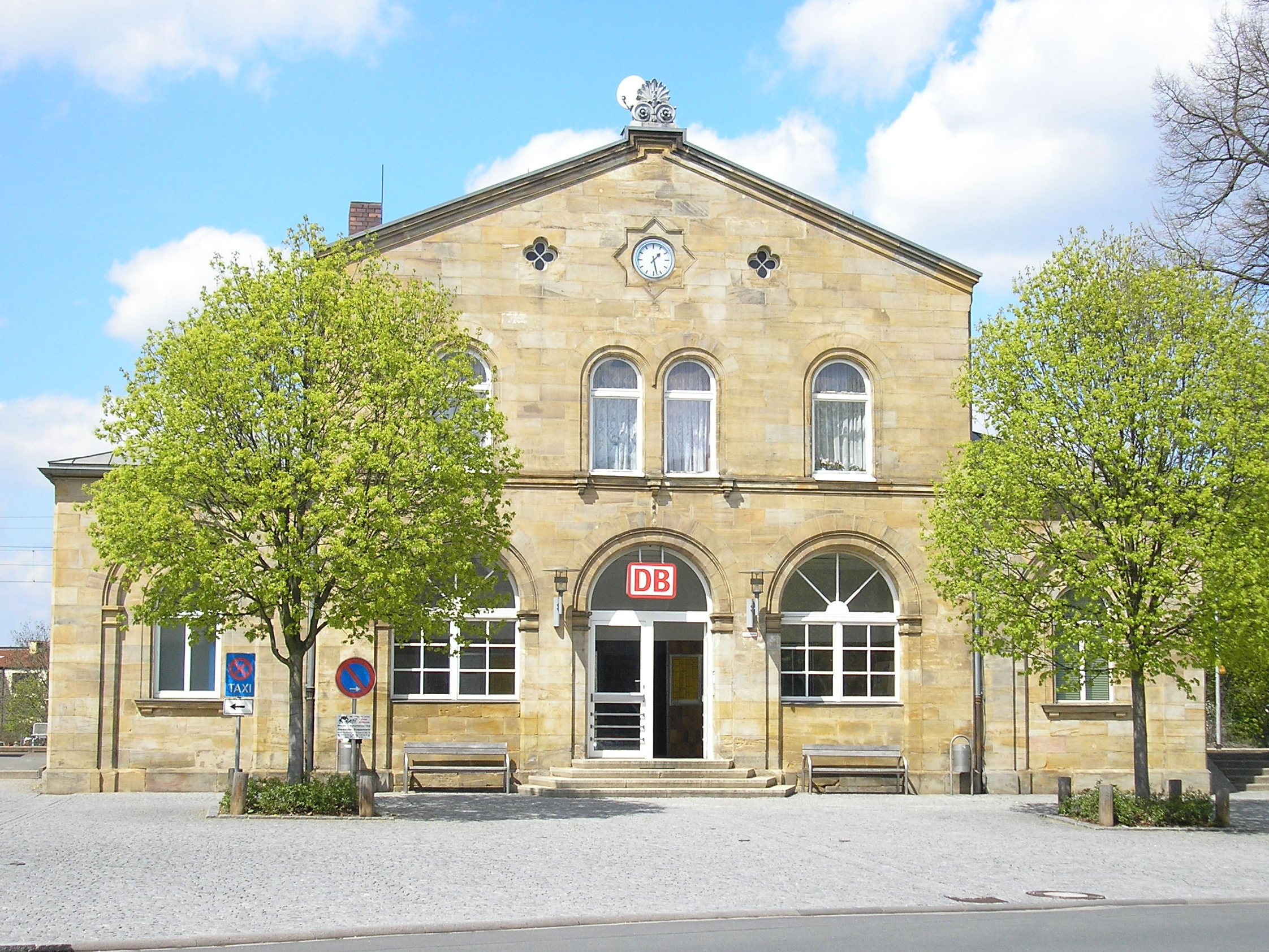
Железнодорожный вокзал Бад-Штаффельштайн
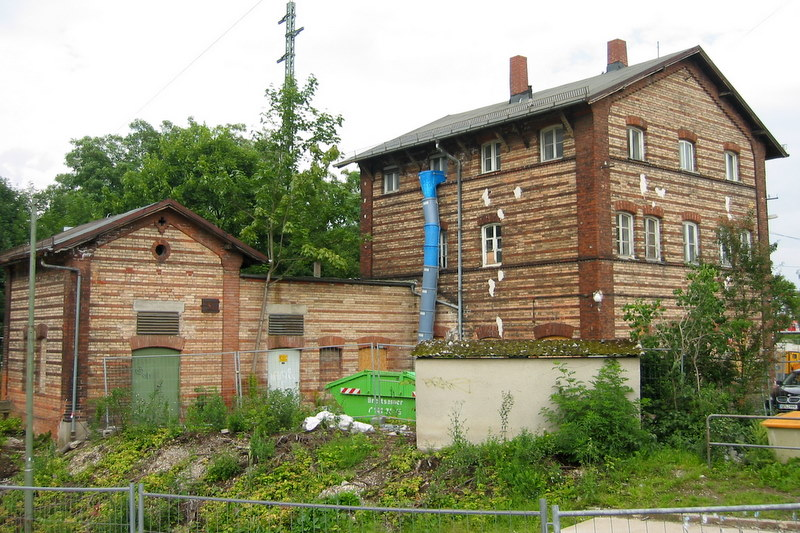
Вокзал Мюнхен-Пазинг (2008 г.)
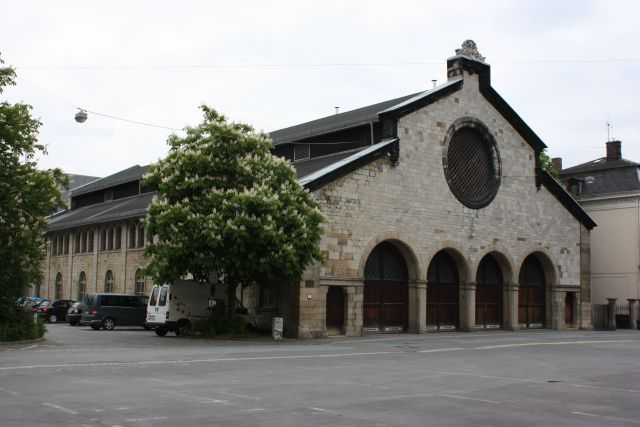
Вестибюль старого вокзала в Хофе (сохранился)
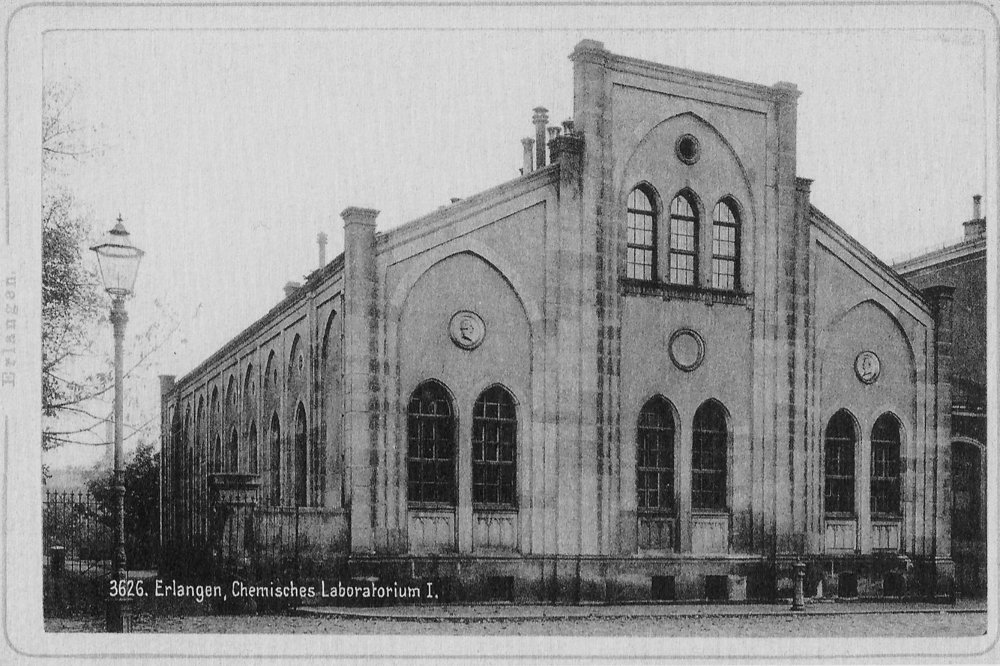
Эрлангенская химическая лаборатория (1895 г.)
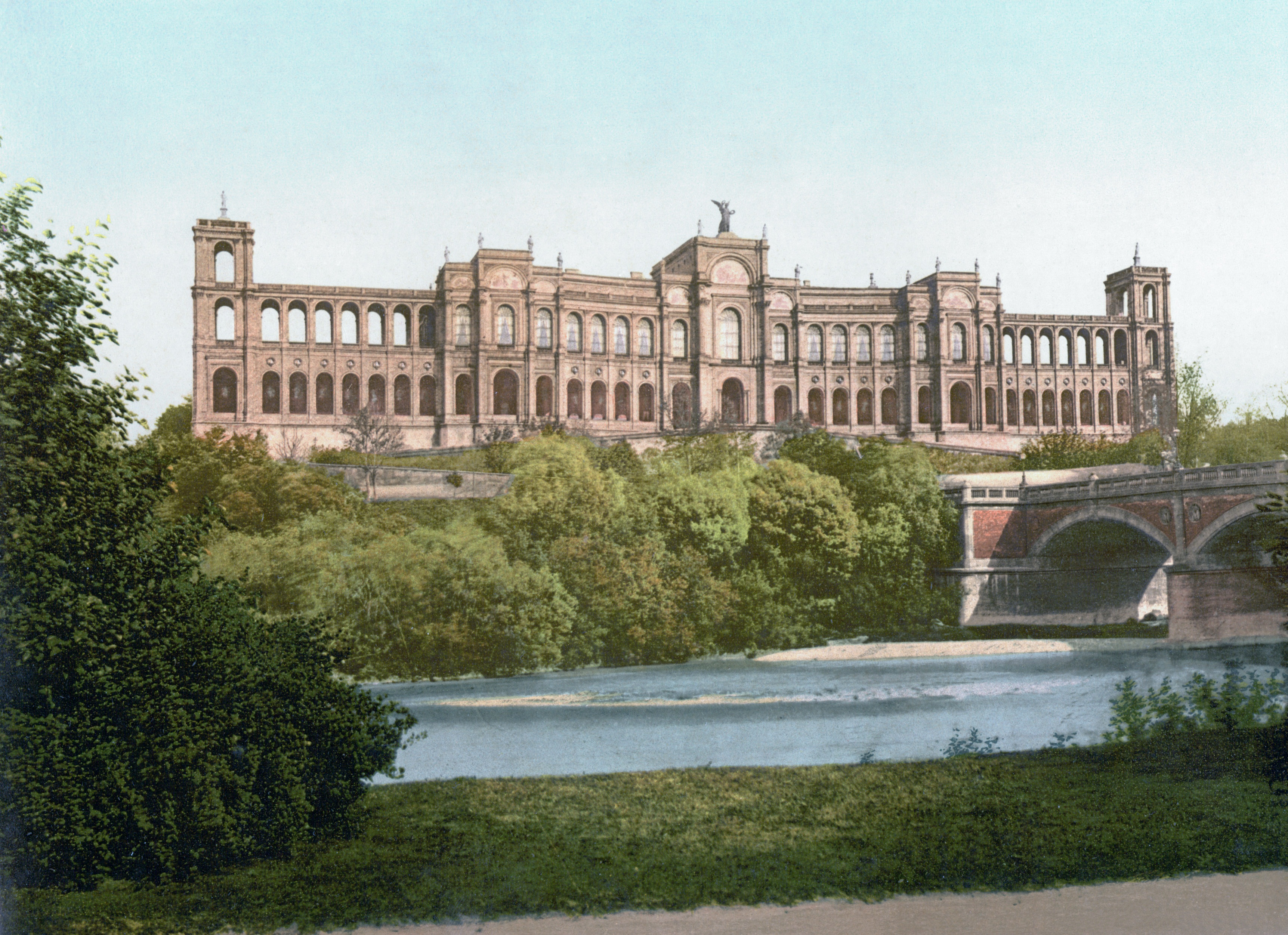
Максимилианеум (историческая открытка)